# Casa Solans
La Casa Solans es un edificio modernista de propiedad municipal en Zaragoza. Está situado en la avenida de Cataluña, 60.
La construcción del edificio data de 1921 y se realizó según proyecto de reforma y ampliación de una casa, propiedad del industrial harinero Juan Solans, junto a la torre donde residía el matrimonio y su sobrino Pedro Bernad Solans. Enfrente, al otro lado de la avenida de Cataluña, se encontraba su fábrica de harinas La Nueva Harinera situada en el antiguo Camino del Gallego posteriormente calle Bielsa. 

## Vista general

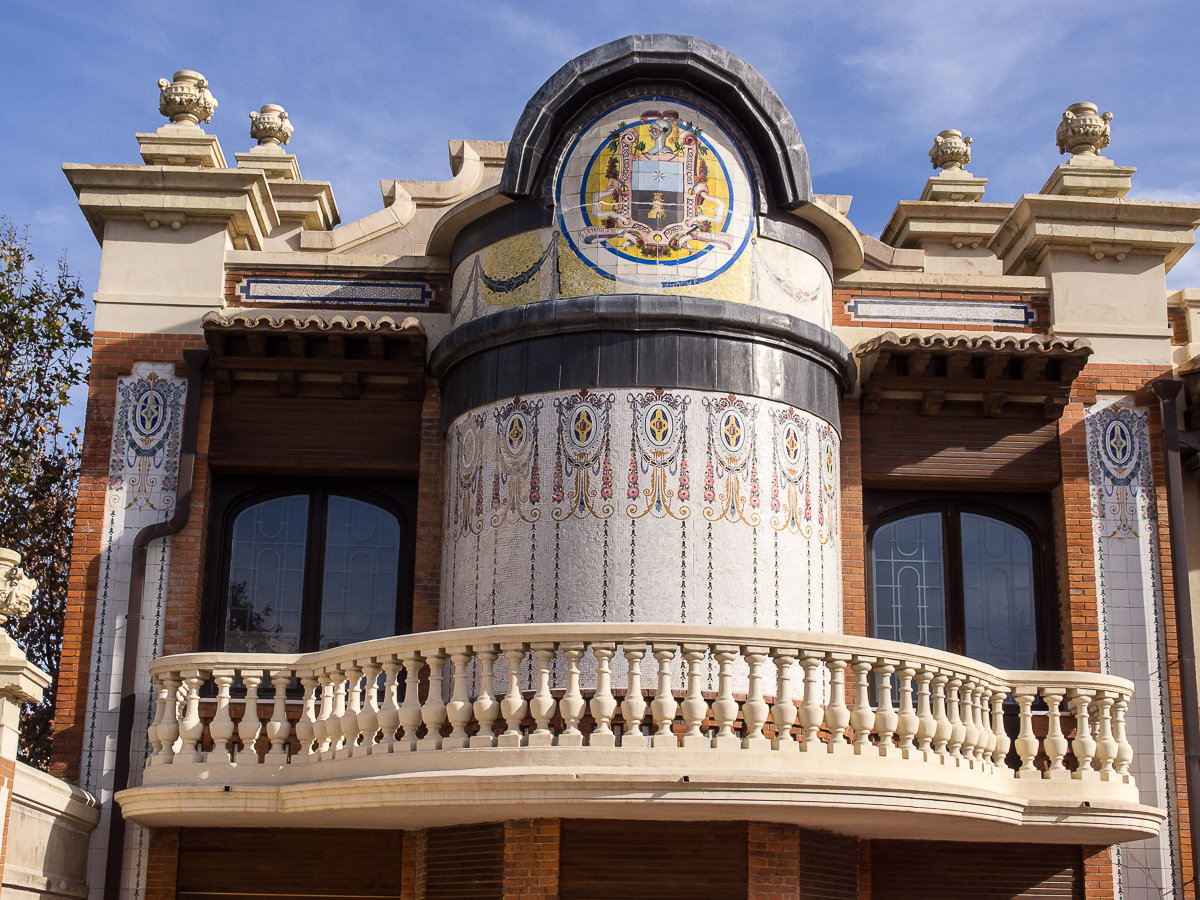
Casa Solans

El proyecto fue realizado por el arquitecto zaragozano Miguel Ángel Navarro Pérez, autor entre otros edificios de los Almacenes El Aguila en la calle Alfonso I, del Hospital de la Cruz Roja, en la Plaza de los Sitios, del Mercado de Pescados en la plaza de Santo Domingo, y del Grupo Escolar Joaquín Costa en el paseo María Agustín.
Es un buen ejemplo de arquitectura modernista en la que destacan por su vistosidad los paneles de azulejos polícromos de la fachada occidental, con las figuras de los signos del zodiaco. Esta vistosidad hizo que se le conociera popularmente en el barrio como la Casa de los Azulejos.
El dueño de la casa nunca pudo disfrutar de esta joya arquitectónica ya que murió antes de que estuviera completamente terminada. La capilla ardiente se instaló en la Casa Solans. El inmueble pasó a ser propiedad de la viuda y del sobrino del difunto a partes iguales, y en ella vivió la primera hasta su fallecimiento en 1965. La finca fue vendida a Inmobiliaria Loarre en 1972.
La conservación del edificio sufrió un largo proceso de degradación dado que estuvo deshabitado más de 20 años, soportando innumerables actos de vandalismo. El inmueble estuvo a punto de desaparecer bajo la piqueta al ser declarado en ruinas en 1995.
El 19 de febrero de 2002 fue declarado Bien de Interés Cultural (BIC) con el número RI-51-0010952.

## Rehabilitación

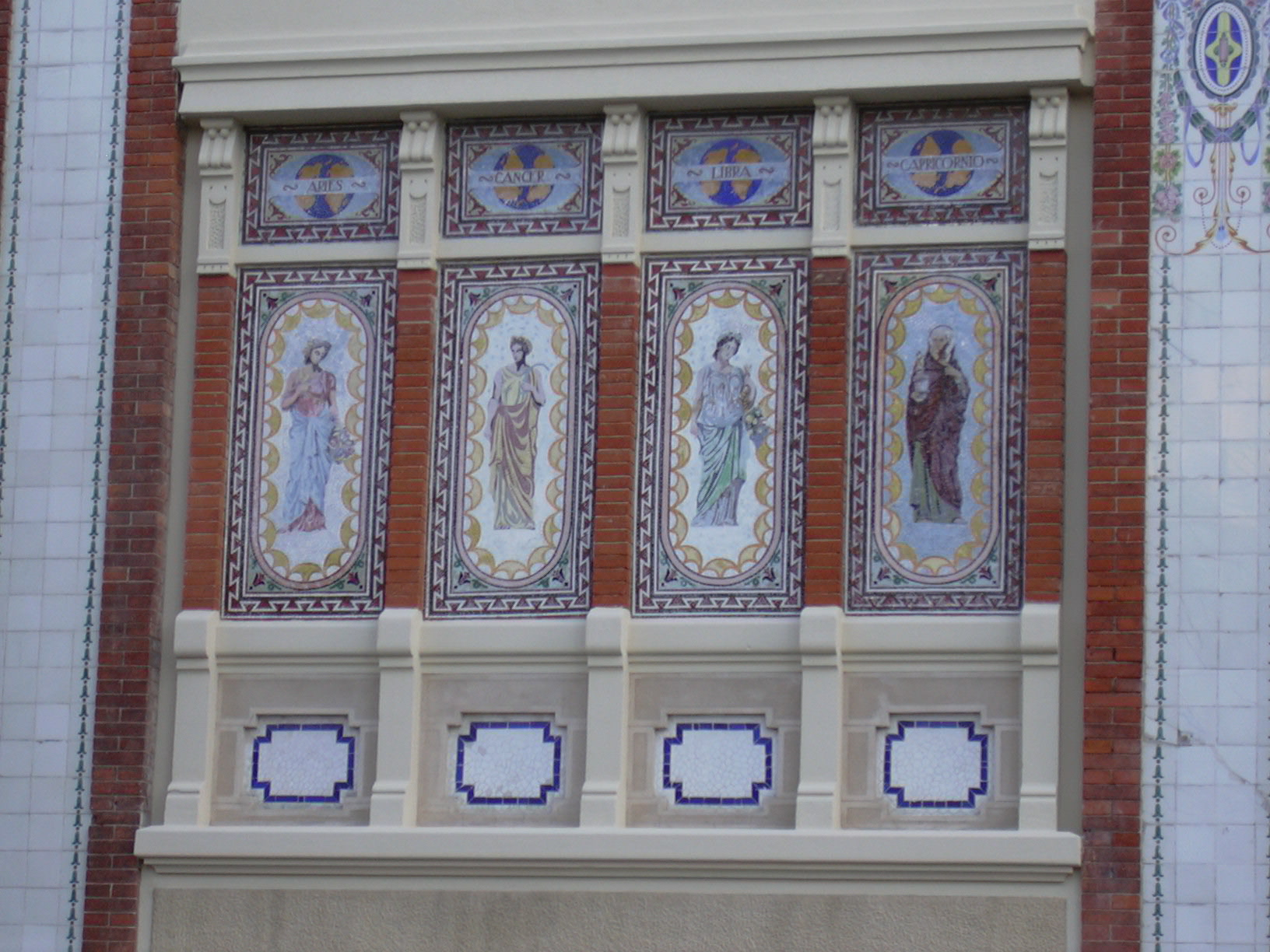
Representación de 4 signos zodiacales

Tras evitar el derribo y aprobar su recuperación, se iniciaron las labores de rehabilitación casi artesanal que ha supuesto la recuperación de azulejos, pinturas y artesonados.
En 2006 la Gerencia de Urbanismo y el Servicio de Patrimonio Cultural Urbanístico completó la urbanización del exterior para completar la recuperación de este valioso edificio modernista que albergó la sede provisional del Secretariado del Agua de Naciones Unidas. Fue llevada a cabo por los arquitectos Úrsula Heredia y Ramón Velasco. Contó con un presupuesto de 860 000 euros. La empresa constructora fue Gótico y la empresa urbanizadora fue Damarin.
Se finalizó en septiembre de 2006.
Desde entonces fue la sede del Secretariado del Agua de Naciones Unidas hasta 2014 en que quedó nuevamente sin uso.

## Estructura
El edificio consta de tres plantas sobre rasante, más un pequeño sótano.
La planta baja consta de zona noble con vestíbulo de entrada a doble altura accesible desde la Avenida de Cataluña, donde se sitúa la escalera, sala de visitas, despacho, comedor y sala de billar, y de zona de servicio donde se sitúa una pequeña escalera de caracol, con lavadero, fregadero, cocina y despensa.
La planta primera o principal, consta de un oratorio o capilla, dos miradores con vistas al jardín, dos dormitorios, y un baño.
La planta segunda, de menor tamaño que las inferiores, reproduce el espacio que ocupaba la primitiva torre que sirvió como base para la realización del edificio, esta planta contaba con cuatro habitaciones para el servicio y dos aseos, y está rodeada por una gran terraza que da a las cuatro fachadas del edificio.
Las características constructivas más relevantes del edificio son:
Estructura de muros de carga y pilares de ladrillo, forjados cerámicos con viguetas de hierro, a excepción del de la cubierta con rollizos de madera.
Fachadas de ladrillo revestidas en parte con revoco de mortero con azulejos y mosaicos en detalles ornamentales. Aleros de piedra artificial en general, y de canetes de madera sobre zona del mirador. Cubiertas de teja sobre planta segunda y planas y en parte abovedadas con baldosín asimismo, sobre planta primera.
Carpintería de madera, y cerrajería de forja.
Techos interiores ornamentados mediante artesonados de escayolas decorados y policromados.
Pavimentos cerámicos interiores formados por mosaicos con diversos motivos decorativos.
Es de reseñar también la valla que cierra el jardín por la Avenida de Cataluña, que presenta similitudes estilísticas con la fachada principal del edificio, con pilastras de ladrillo rematadas por florones más pequeños que los que existieron en el edificio, e interesante puerta de cerrajería.

## Galería de imágenes

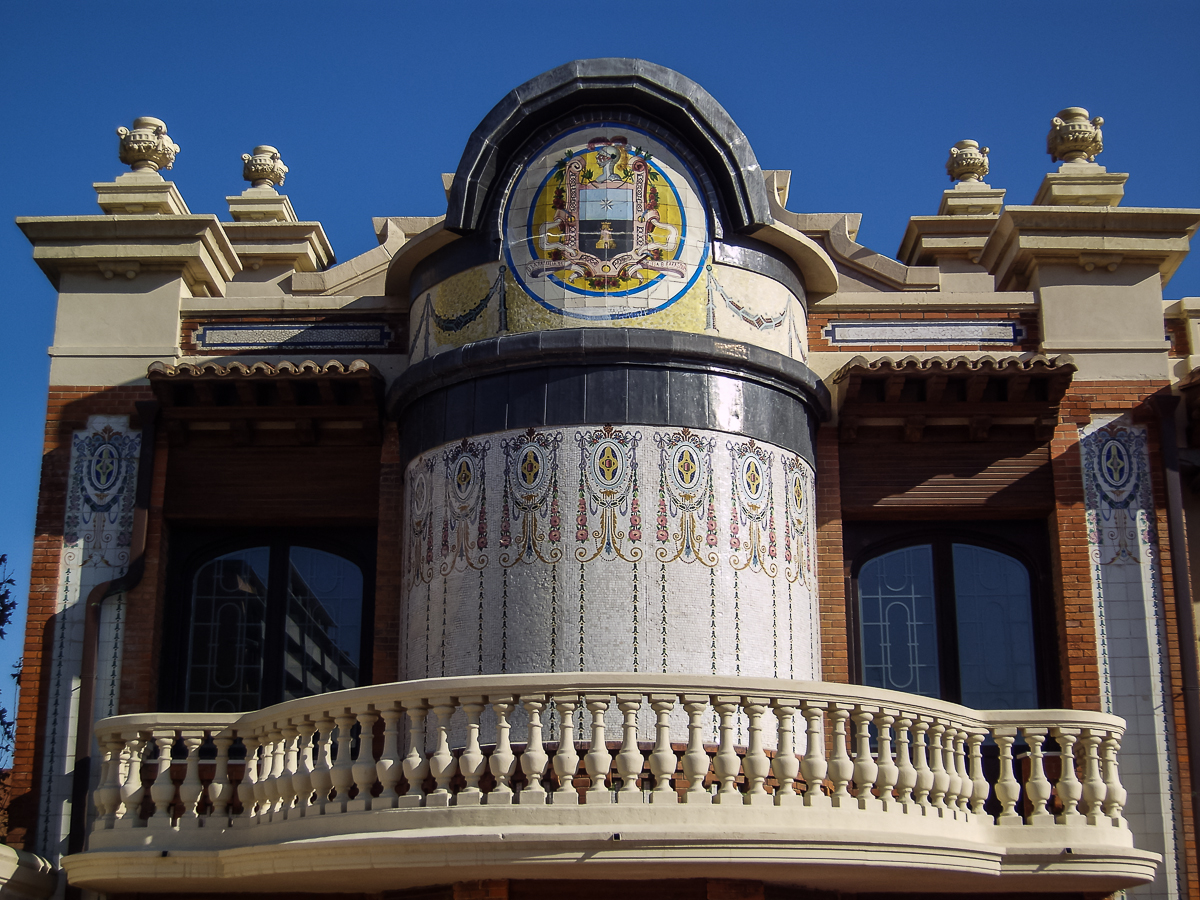
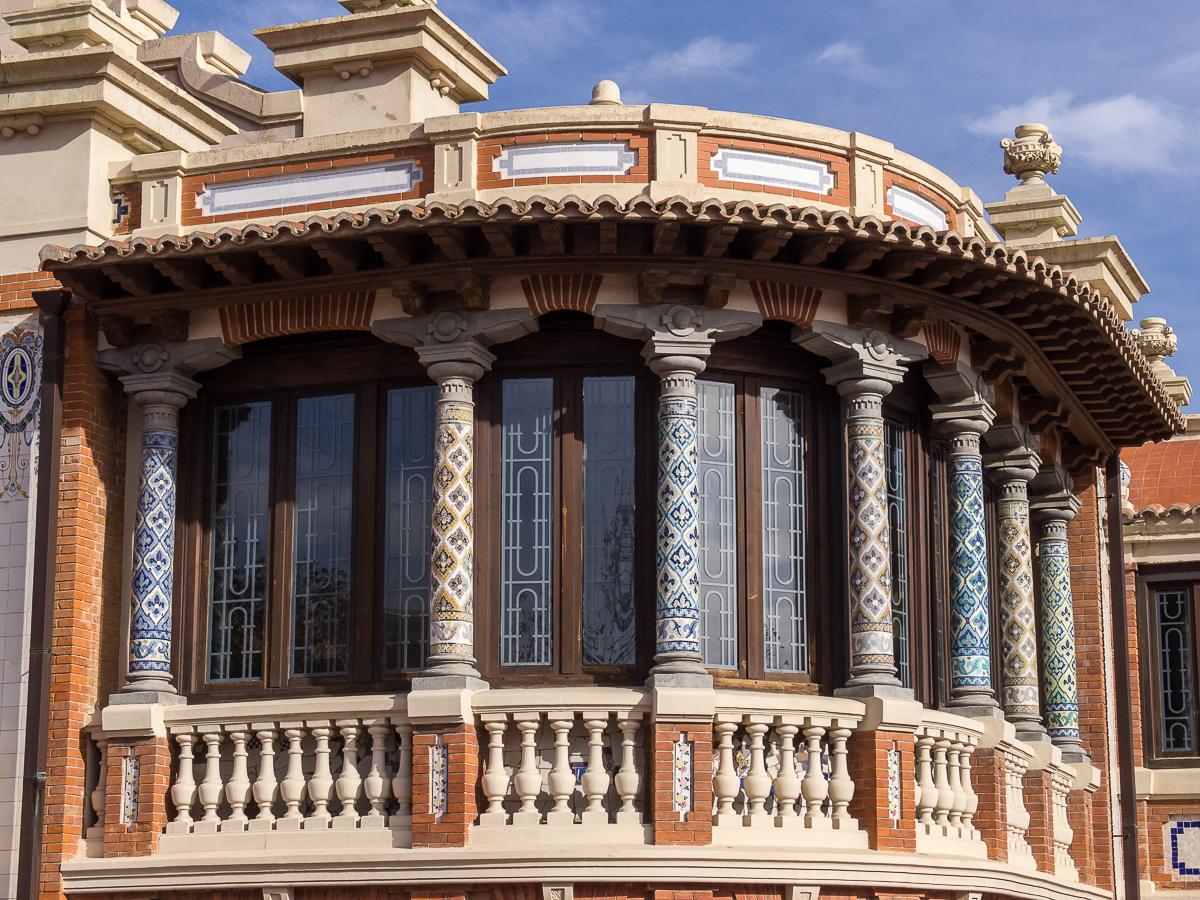
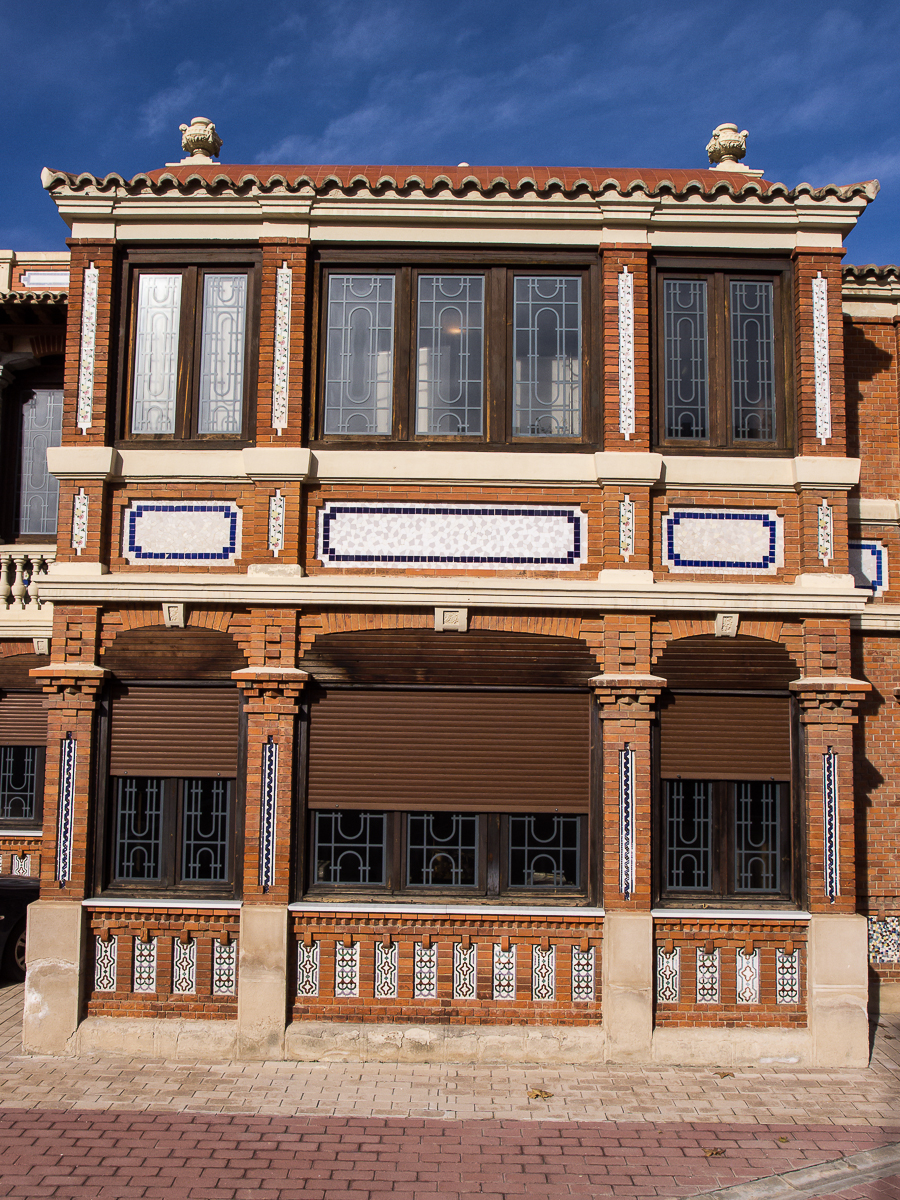
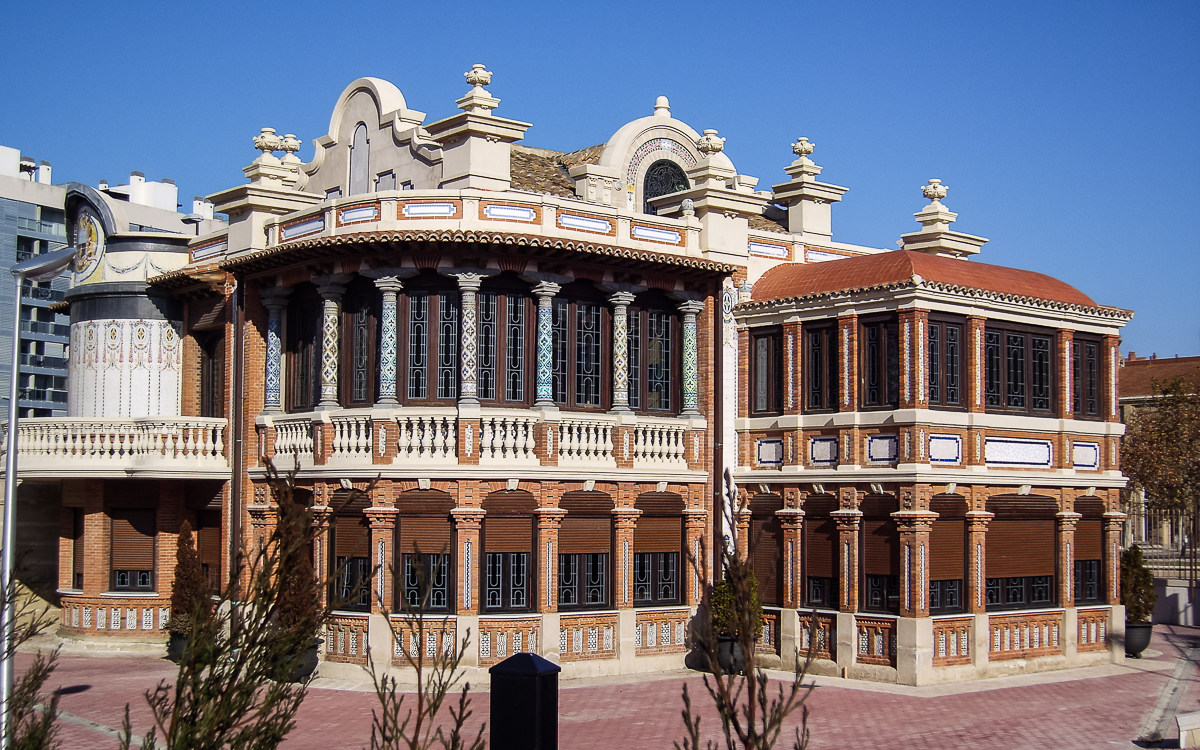
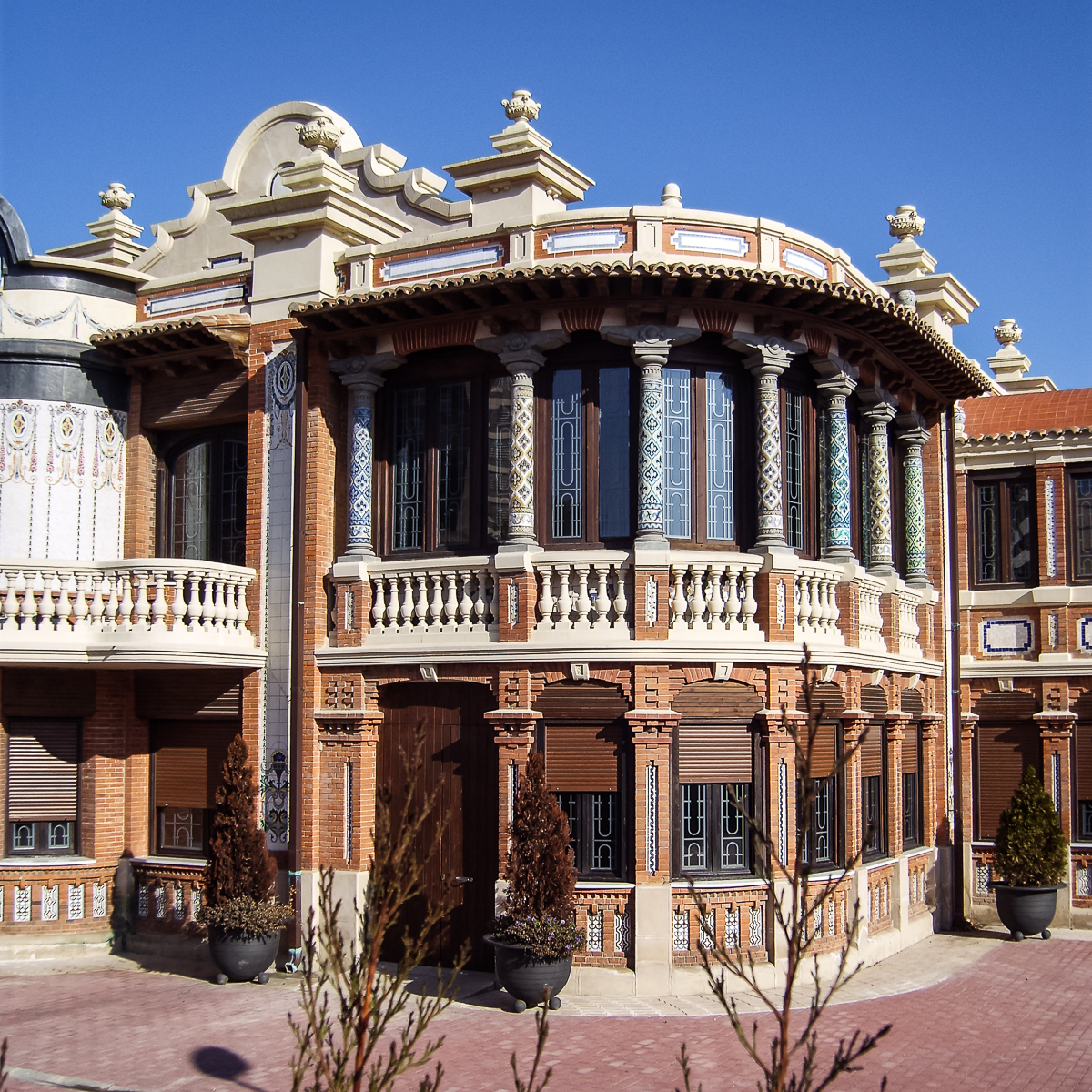
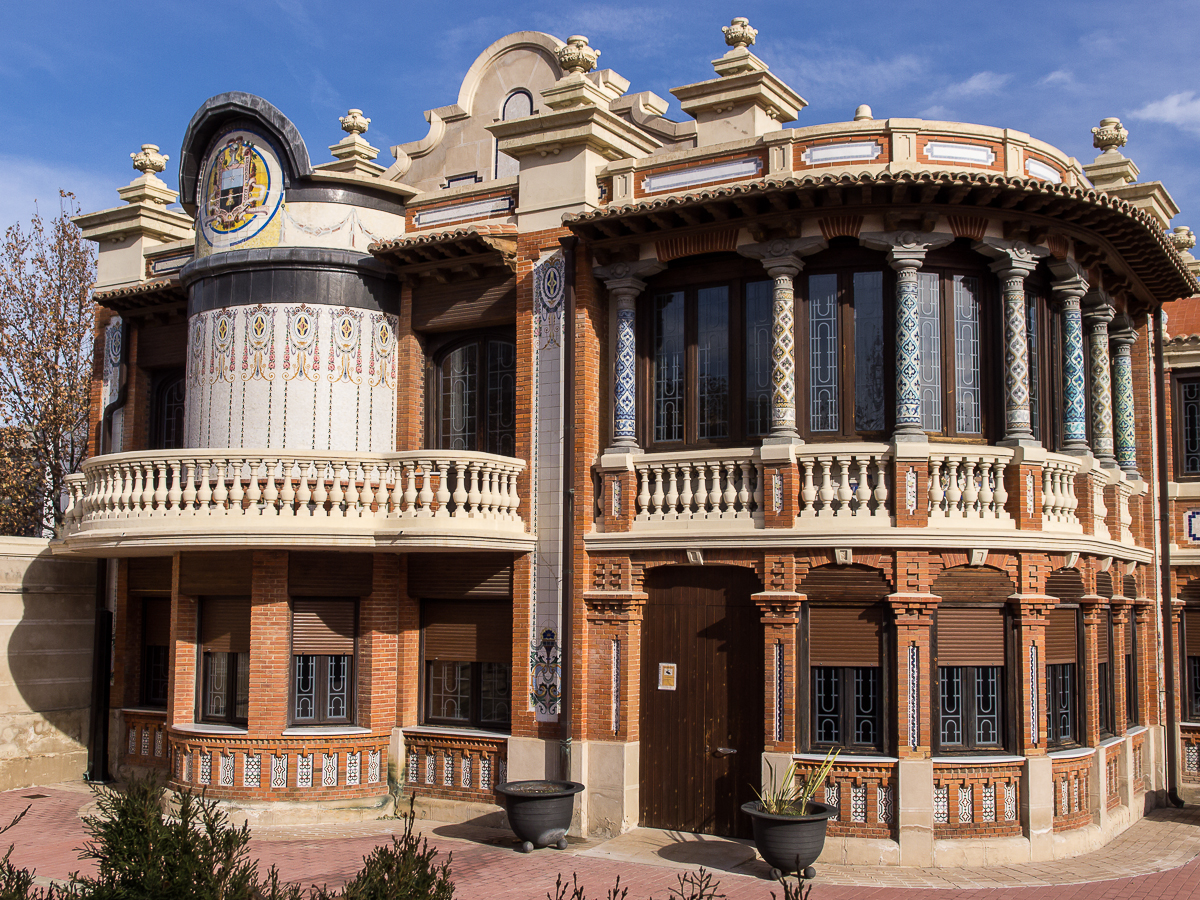
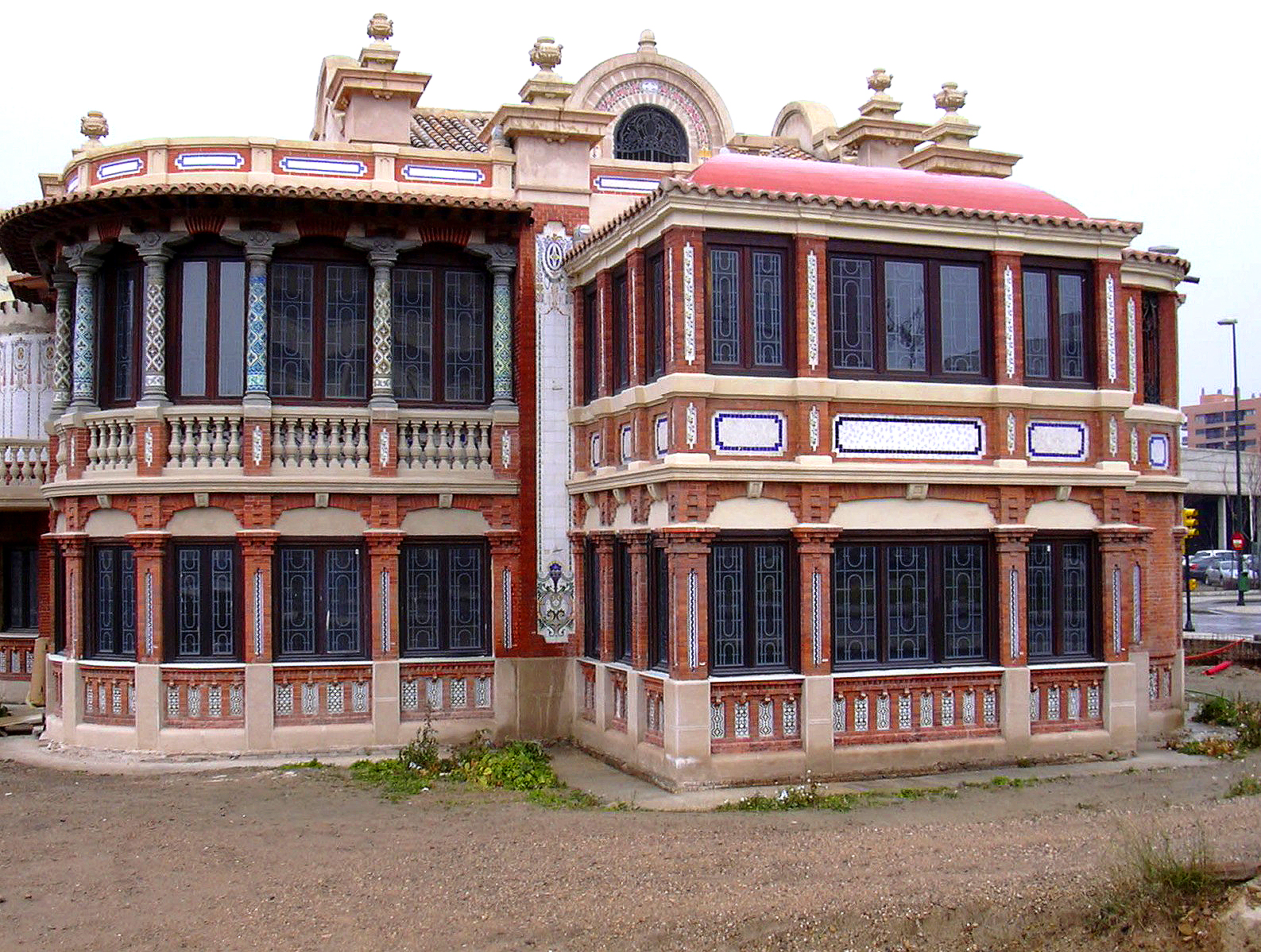
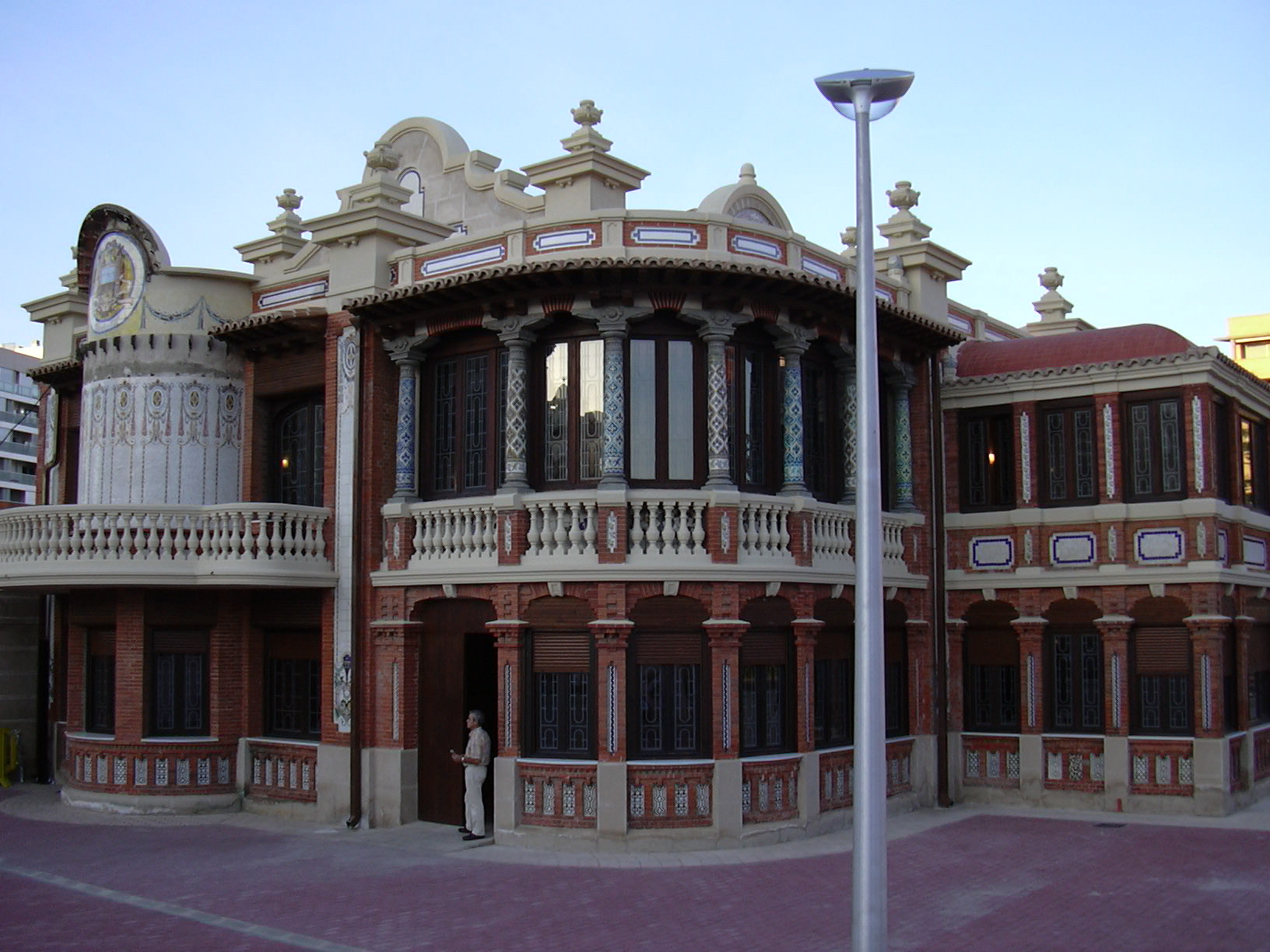
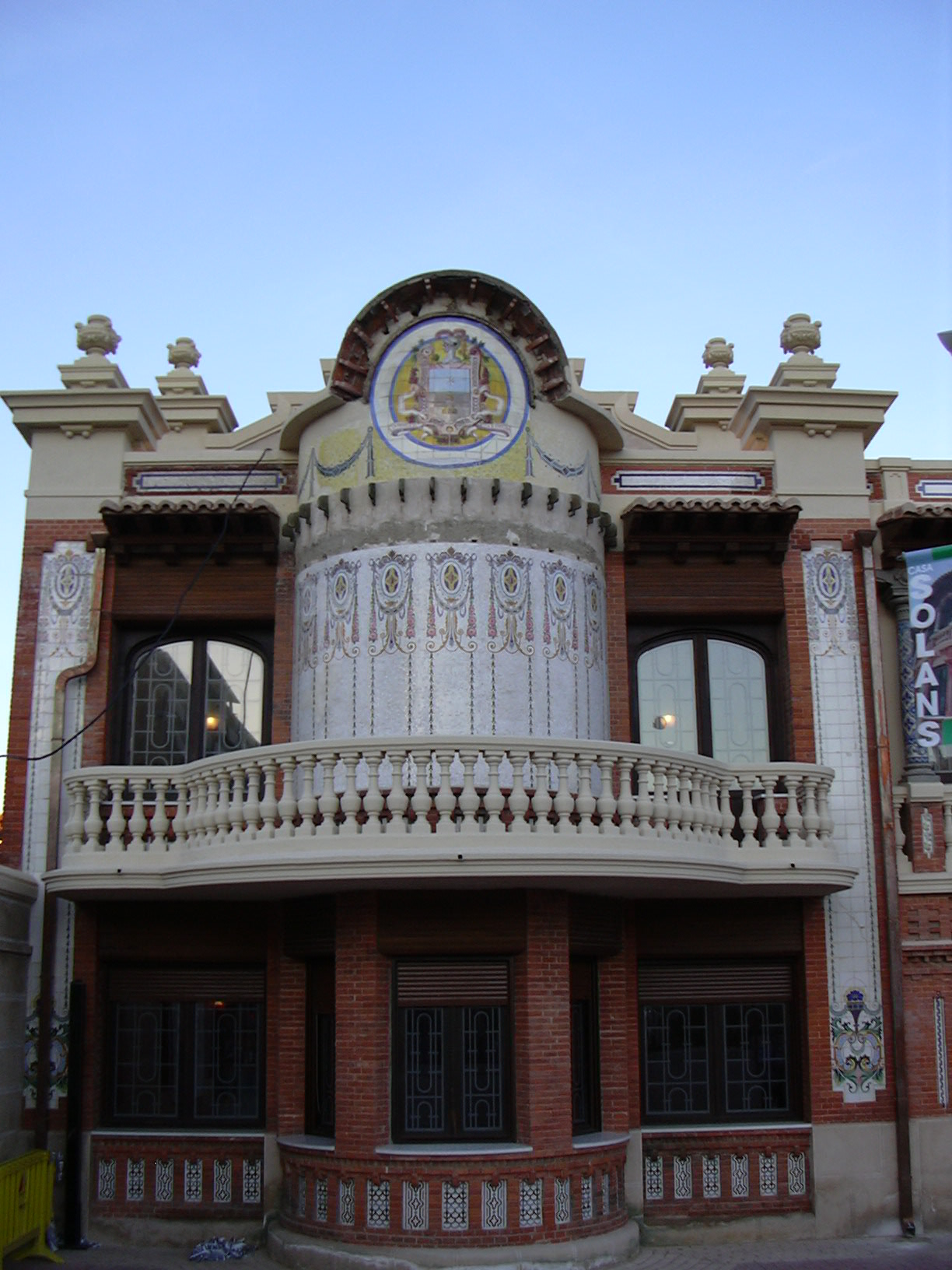
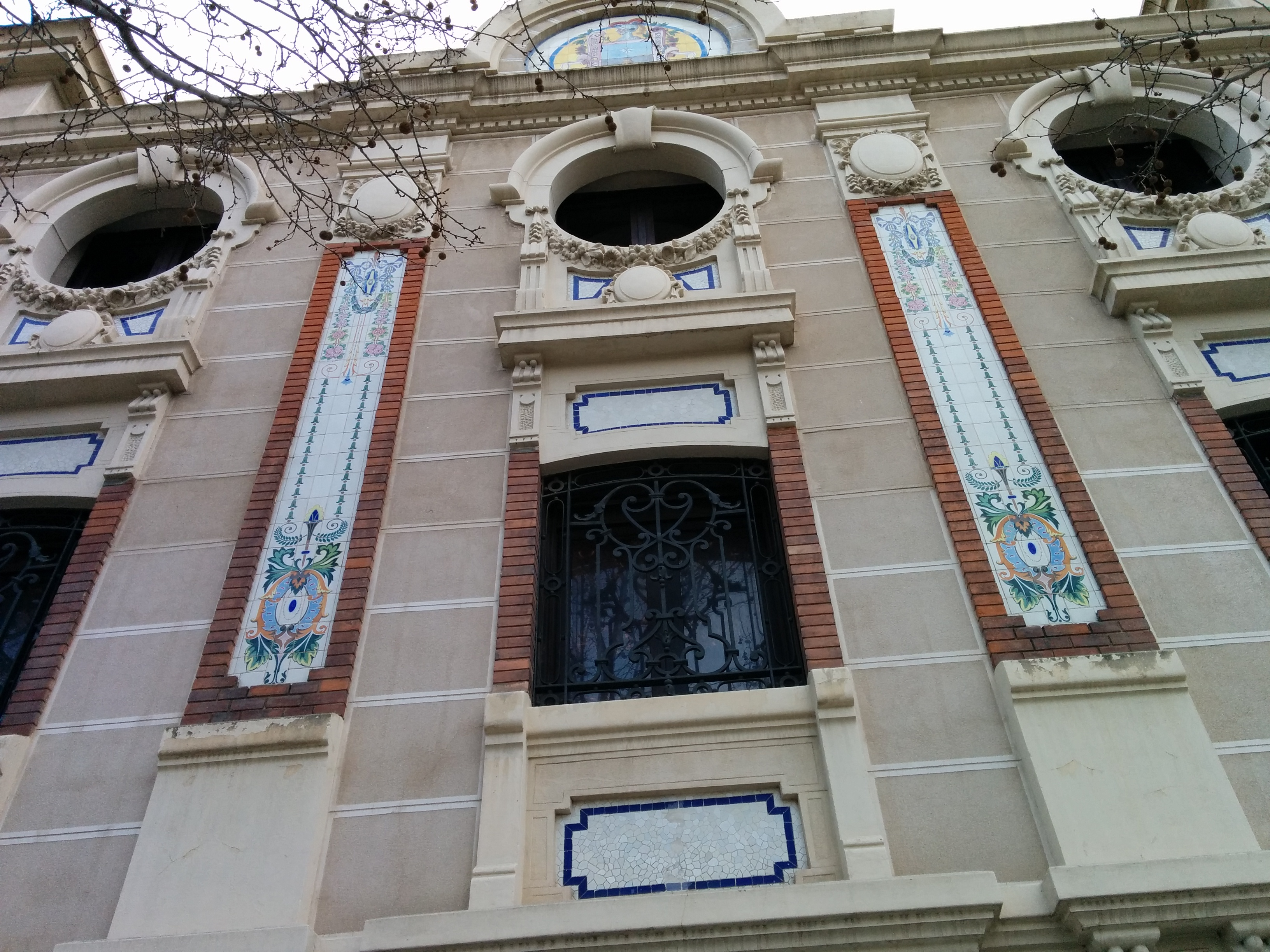
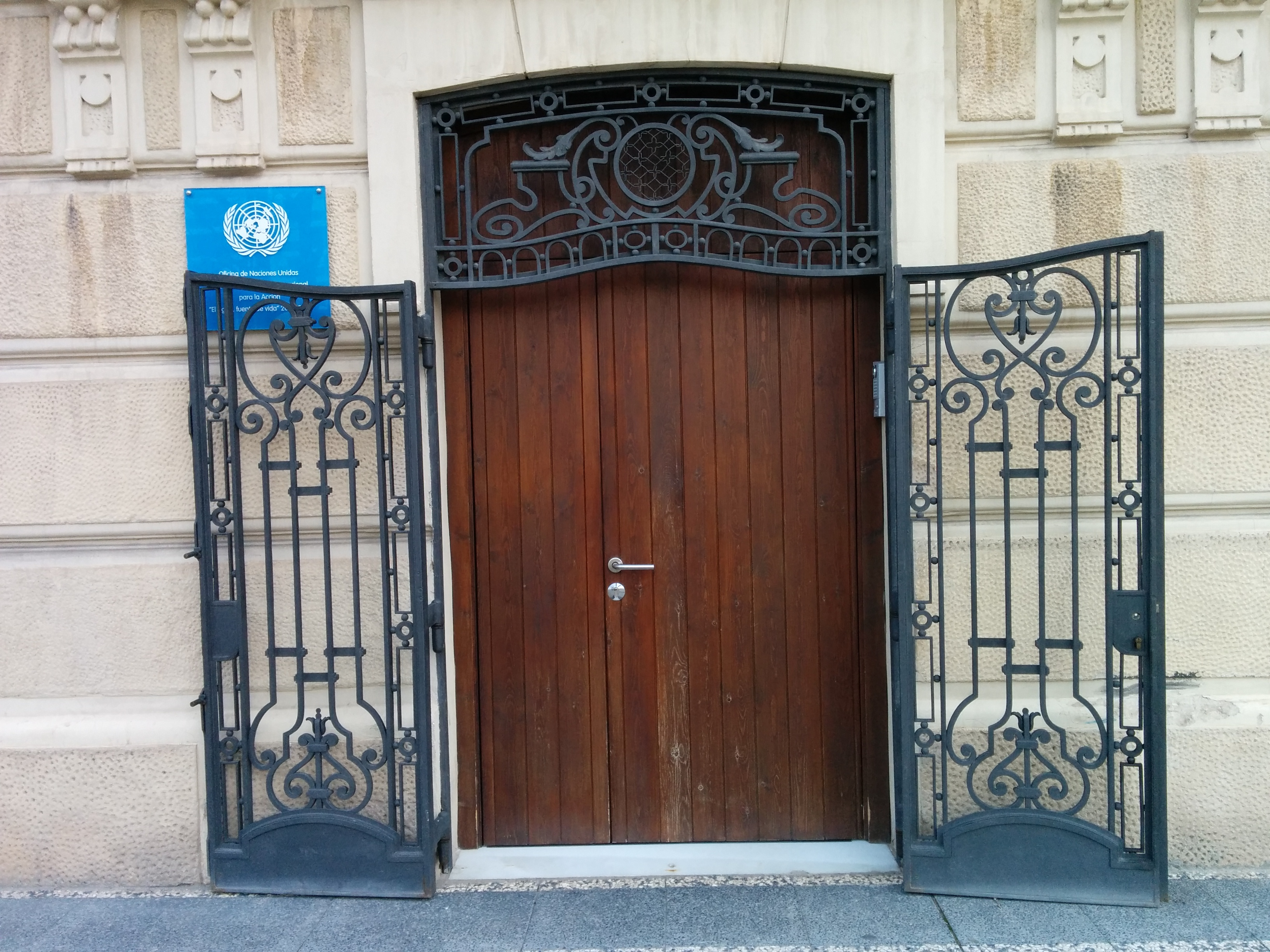
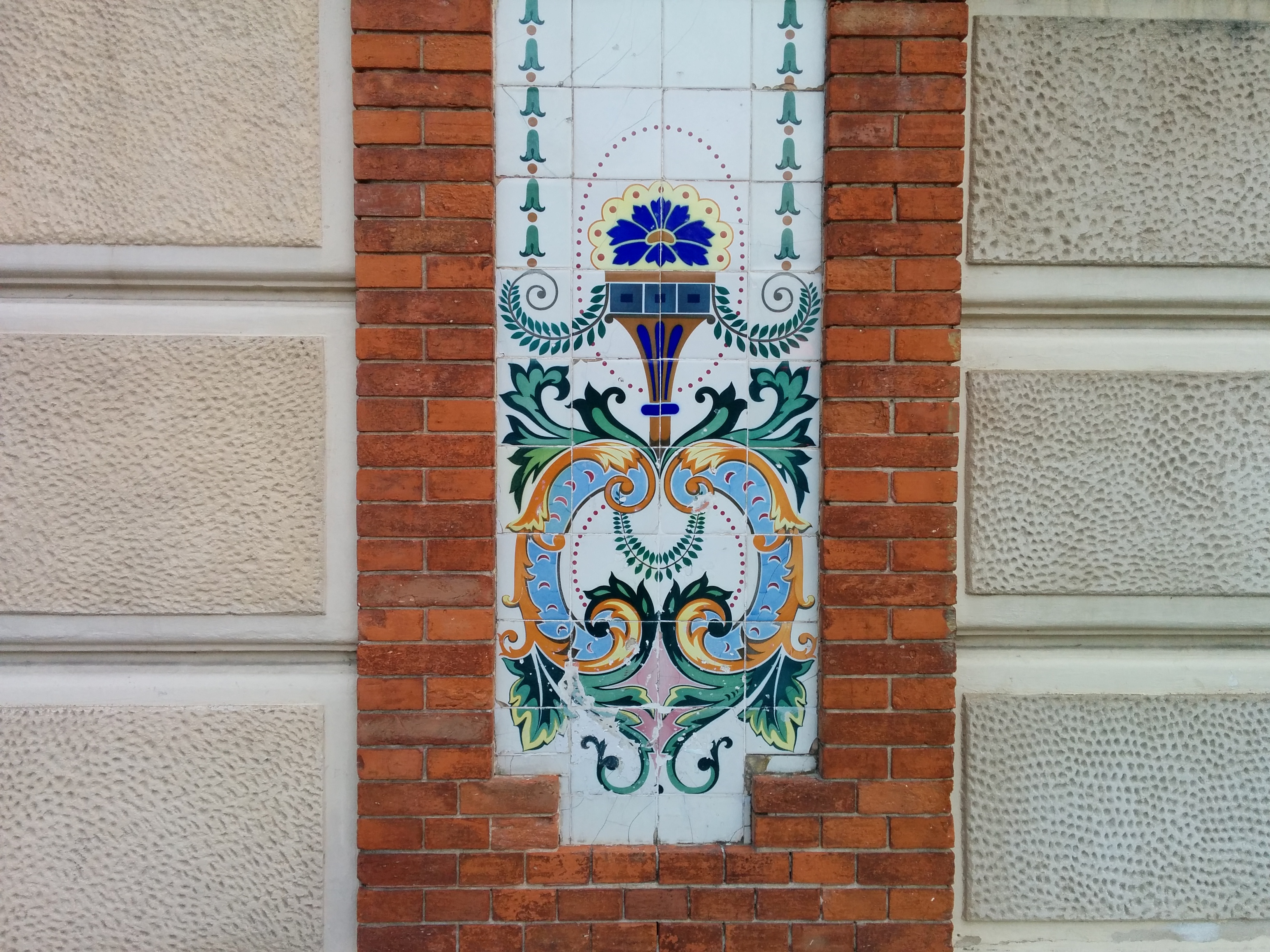
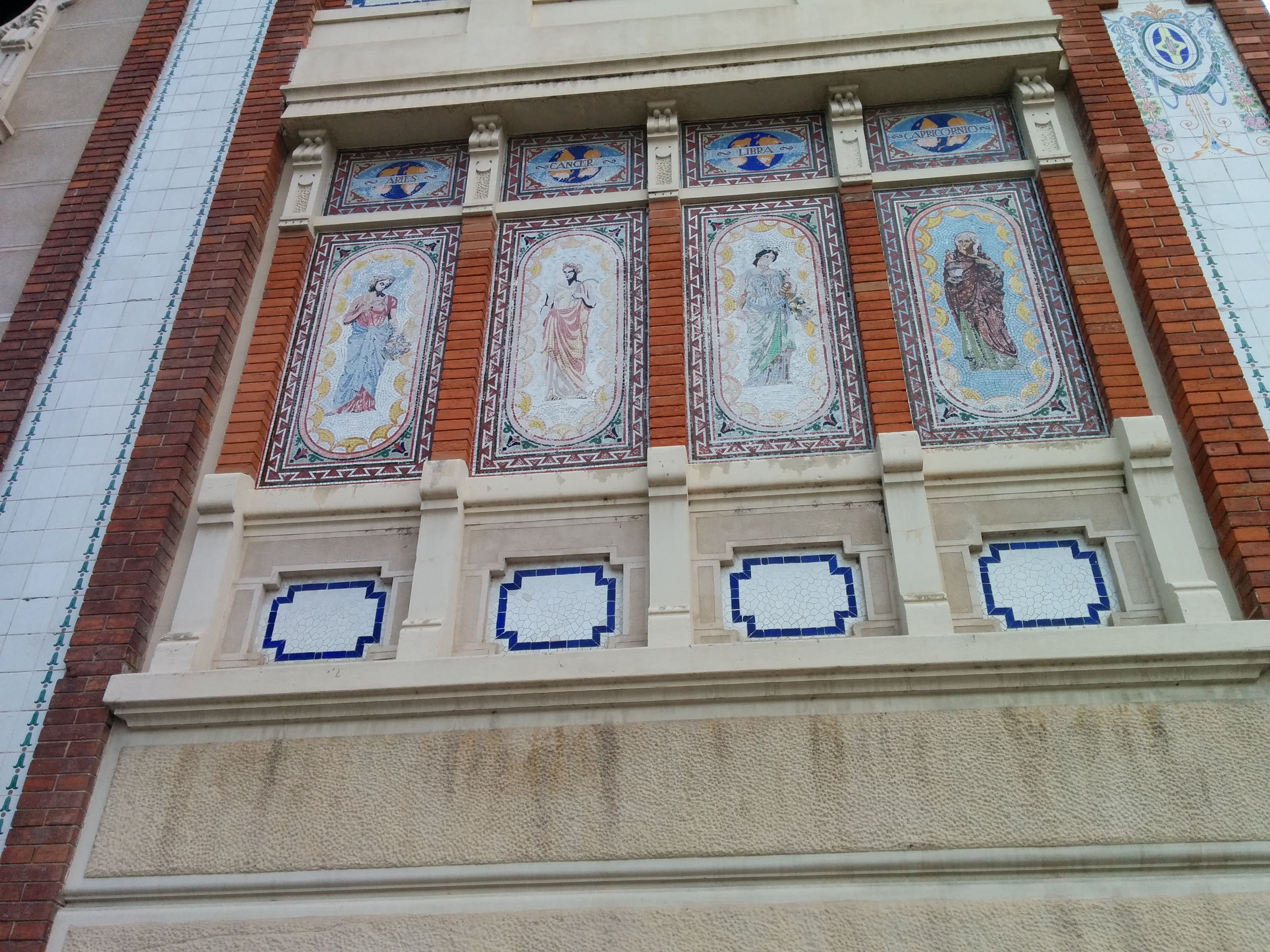
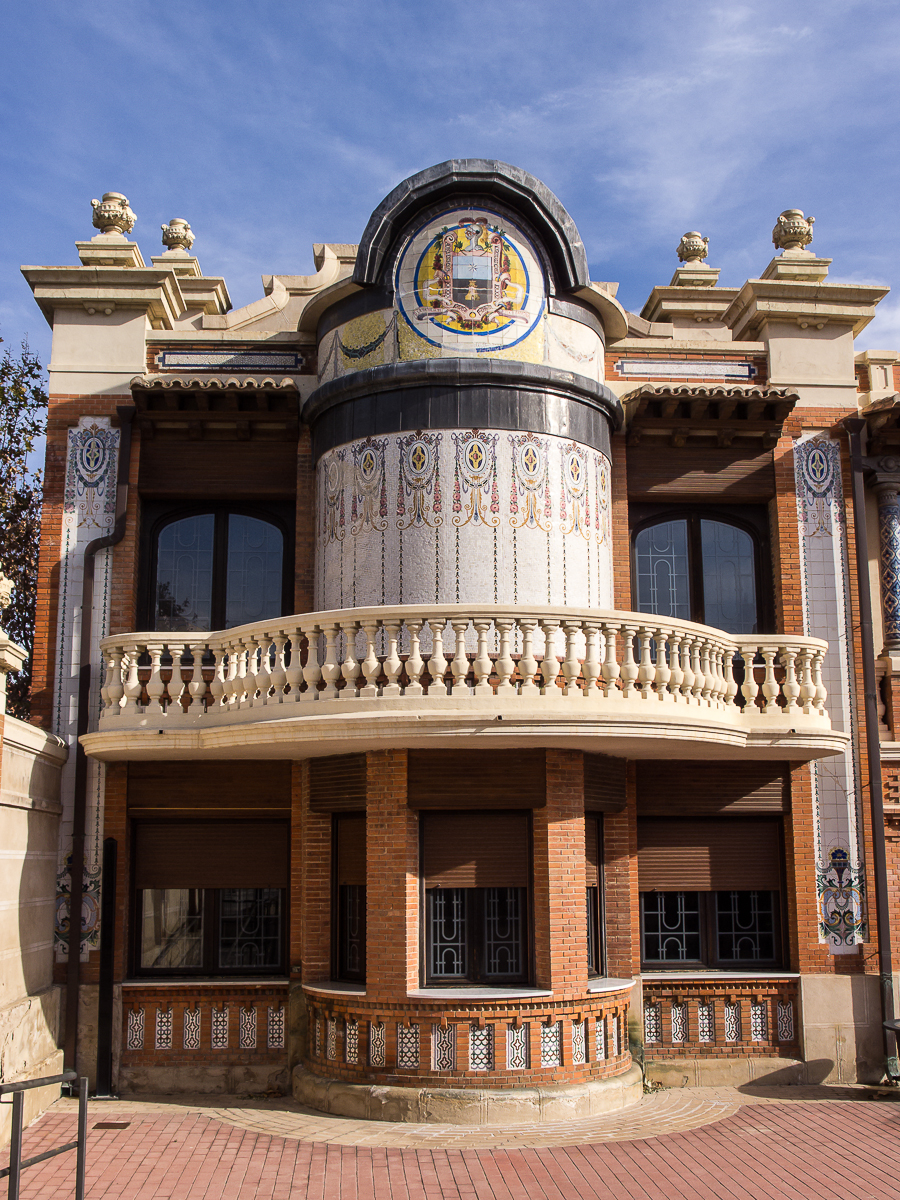